# 约翰·L·哈比
约翰·L·哈比（英語：John Lee Hubby，1932年3月19日—1996年3月28日）是一位美国遗传学家，1959年博士毕业于德克薩斯大學奧斯汀分校，在芝加哥大学完成博士后工作，后成为该大学生物科学系教授。在博士后时期，与理查德·陆文顿共同发明了凝膠電泳技术。